# Iván Verebély
Iván Verebély (Budapest, 7 de diciembre de 1937 - 23 de septiembre de 2020) fue un actor y comediante húngaro. Actuó en el Teatro Nacional de Miskolc, Teatro nacional y en Vidámszínpad.
Apareció en la película de 2008 El niño con el pijama de rayas e hizo el trabajo de voz en off para Cat City 2. Le dio la voz al alcalde Manx para el doblaje húngaro de SWAT Kats: The Radical Squadron.

## Biografía
Nació en 1937 en Budapest. Su padre era médico en el Teatro de la Comedia, entre otros lugares. Estudio en la escuela secundaria Kölcsey. Se graduó en 1961 de la Facultad de Teatro y Artes Cinematográficas. luego pasó a ser miembro del Teatro Nacional de Miskolc, entre 1963 y 1968 actuó en el Teatro Nacional, desde 1968 es miembro hereditario del Merry Stage, y desde 2019 es miembro heredero del Teatro Central.
Fue un excelente comediante tanto en obras de cabaret como en comedias. Se caracterizó por su peculiar humor y versatilidad. También apareció con frecuencia en largometrajes y películas para televisión. Además del teatro, también está sincronizado.

## Vida personal
Se casó dos veces. De su primer matrimonio tuvo una hija (Cosima Verebély), de su segundo matrimonio tuvo un hijo (Marcell Verebély) y una hija (Fanni Verebély).
Falleció el 23 de septiembre de 2020 a los 83 años, después de haber luchado con una larga enfermedad.

## Filmografía

### Largometrajes
- En el séptimo día (1959)
- El caso del niño Noszty con Mari Tóth (1960)
- El generador de dinero (1964)
- Matrimonio especial (1965)
- Chicos de la plaza (1967)
- El gorrión es un pájaro (1968)
- Solo un teléfono (1970)
- Gyula el caballero en invierno y verano (1970)
- Viaje alrededor de mi cráneo (1970)
- La legión inmortal (1971)
- Érase una vez una familia (1972)
- Acacia morada (1973)
- Un tipo sobre un caballo blanco (1973)
- La frente de Hanyatt (1984)
- Miklós Akli (1986)
- Ventana abierta (1988)
- Cita con Venus (1991)
- Prinzenbad (1993)
- Boby y sus amigos (1995) - La voz de Bunny Dad
- ¡Fútbol, o en vivo el 1 de mayo! (2001)
- Solo sexo y nada más (2005)
- El niño del pijama de rayas (2008)

## Premios
- Premio Jászai Mari (1972).[1][3]
- Cruz de Caballero de la Orden de la República Húngara (2008).[4]
- Miembro de heredero de la Central Theater (2012).
- Cruz de oficial de la Orden del Mérito de Hungría (2019).